# 텔레비전 광고

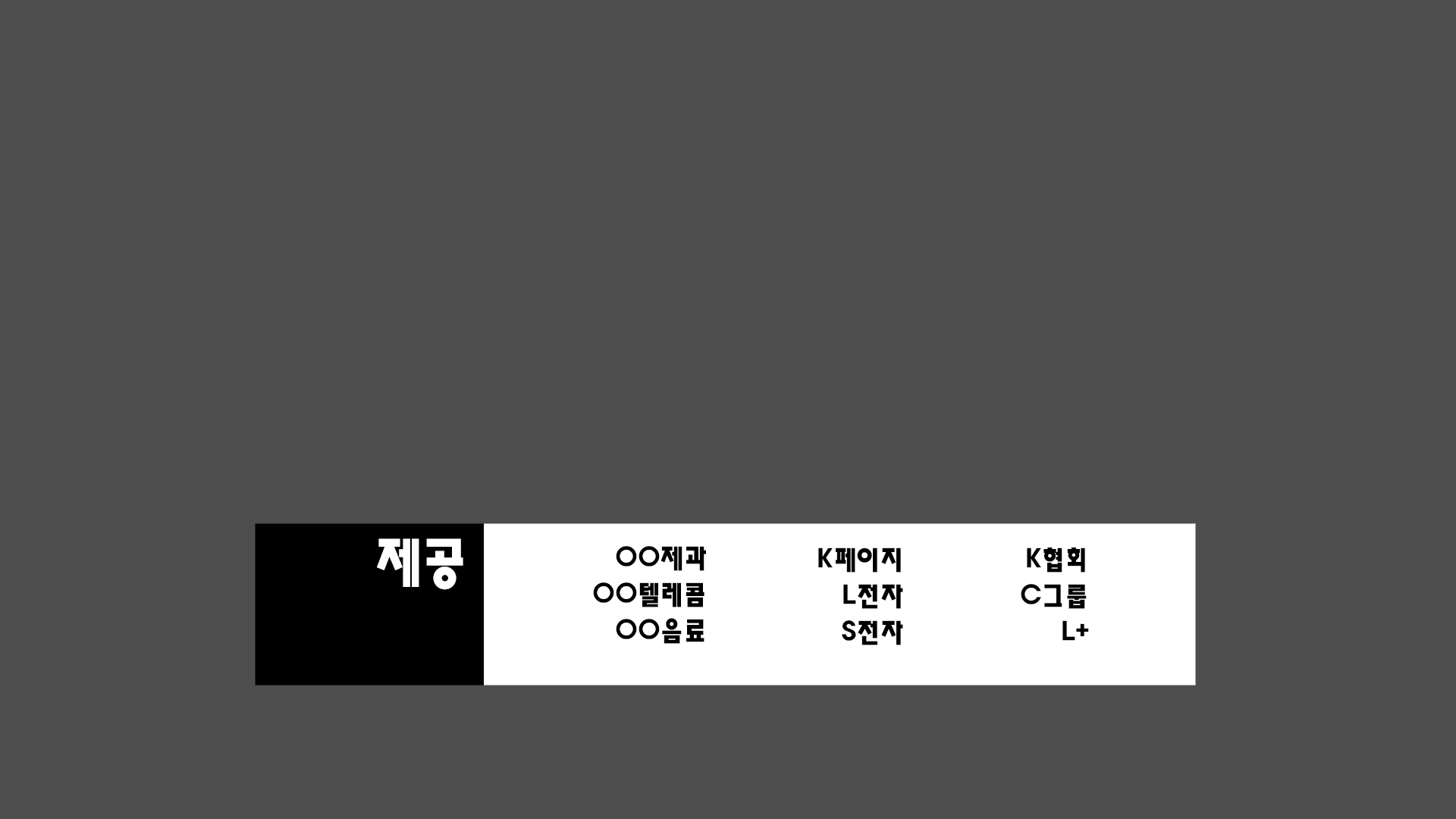
실제 대한민국의 방송 프로그램 시작 전 광고주

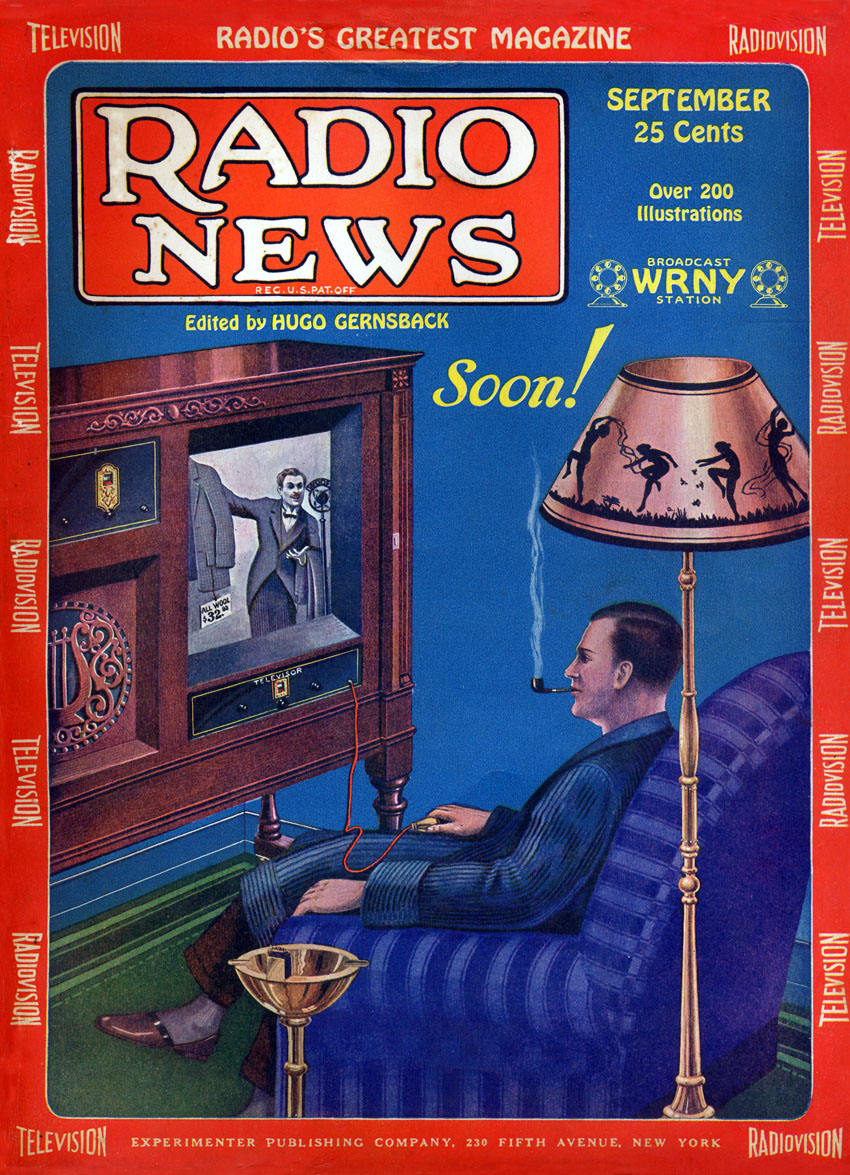
텔레비전이 1928년에는 여전히 실험 단계에 있었지만, 상품, 서비스 및 아이디어를 판매할 수 있는 매체의 잠재력은 그 해의 라디오 뉴스 표지에서 이미 예측되었다.

텔레비전 광고, TV 광고, 광고, 스팟, 브레이크, 애드버트는 특정 조직이 제작하고 비용을 지불하는 텔레비전 프로그램의 한 부분이다. 이 광고는 제품, 서비스 또는 아이디어를 홍보하고 마케팅하는 메시지를 전달한다. 광고주와 마케터는 텔레비전 광고를 TVC라고 부르기도 한다.
광고 수입은 대부분의 민영 텔레비전 네트워크의 자금 중 상당 부분을 차지한다. 2010년대 동안 광고의 수는 꾸준히 증가했지만, 각 광고의 길이는 줄어들었다. 이러한 유형의 광고는 텔레비전의 역사 초기부터 다양한 상품, 서비스 및 아이디어를 홍보해왔다.
미국의 닐슨 미디어 리서치나 영국의 Broadcasters' Audience Research Board|BARB와 같은 회사에서 측정하는 텔레비전 프로그램 시청률은 텔레비전 광고 배치 및 그에 따른 방송사가 특정 네트워크, 텔레비전 프로그램 또는 시간대("데이 파트"라고 함) 내에서 광고를 방영하는 데 부과하는 요율의 지표로 자주 사용된다.
미국을 비롯한 여러 나라에서는 텔레비전 캠페인 광고가 정치 캠페인에서 흔히 볼 수 있다. 프랑스와 같은 다른 나라에서는 텔레비전 정치 광고가 엄격하게 제한되는 반면, 노르웨이와 같은 일부 국가에서는 정치 광고를 완전히 금지하고 있다. 대한민국의 공중파 TV 방송에서는 프로그램 방영 도중에 광고를 넣는 경우가 없으나 그 밖의 국가 지역에서는 프로그램 중간에 광고를 넣는 것이 일상화되어 있다. 그러나 대한민국의 케이블 방송의 경우는 예외일 수 있다.
최초의 공식 유료 텔레비전 광고는 1941년 7월 1일 오후 2시 30분 미국 뉴욕 WNBT (이후 WNBC) 방송국에서 브루클린 다저스와 필라델피아 필리스의 야구 경기 전에 방영되었다. 이 광고는 부로바 시계를 홍보하는 것으로, 회사는 4.00달러에서 9.00달러(보고서마다 다름)를 지불했으며, 시간을 가리키는 시계처럼 보이도록 변형된 WNBT 테스트 패턴을 보여주었다. 부로바 로고와 "Bulova Watch Time"이라는 문구는 테스트 패턴의 오른쪽 아래 사분면에 나타났고, 초침은 1분 동안 다이얼을 따라 움직였다. 영국에서 방송된 첫 TV 광고는 1955년 9월 22일 ITV에서 Gibbs SR 치약을 광고하며 방영되었다. 아시아에서는 1953년 8월 28일 도쿄의 닛폰 TV 방송망에서 세이코홀딩스(이후 세이코)를 광고하며 첫 TV 광고가 방영되었다. 이 광고 또한 현재 시간을 표시하는 시계를 보여주었다.
텔레비전 시장은 2018년 미국에서 TV 광고 지출이 698억 7천만 달러에 이를 것으로 추정될 정도로 성장했다.

## 일반적인 배경
텔레비전 광고는 세 가지 주요 작업으로 구성된다: 방송 표준을 충족하는 텔레비전 광고를 제작하고, 원하는 고객에게 도달하기 위해 텔레비전에 광고를 배치하며, 투자자본수익률을 포함한 이러한 광고의 결과를 측정하는 것이다.
첫 번째 단계를 수행하는 것은 해당 지역의 규제에 따라 의미가 달라진다. 예를 들어 영국에서는 Clearcast 기관의 승인을 받아야 한다. 또 다른 예로는 베네수엘라가 있는데, 이곳에서는 엘 센트로 나시오날 아우토노모 데 라 시네마토그라피아(CNAC)라는 기관이 승인을 관할한다. 승인은 방송사에게 광고 내용이 법적 지침을 준수한다는 보증을 제공한다. 이 때문에 식품 및 의료 제품, 도박 광고에는 특별 연장 승인이 적용되는 경우가 있다.
두 번째는 TV 광고 전달 과정이며, 일반적으로 후반 작업 회사, 미디어 에이전시, 광고 유통 전문가 및 최종 목표인 방송사의 참여를 포함한다.
2018년 11월 뉴욕의 TV 위크에서 터너 브로드캐스팅 시스템은 TV 광고 모델이 망가졌다고 묘사했다.

## TV 광고 트렌드

### 인터넷 및 디지털

미국 국내총생산 대비 광고 수익 비율은 시청각 및 디지털 광고가 인쇄 매체를 희생하여 증가했음을 보여준다.

그러나 오버더톱 미디어 서비스의 출현으로 인터넷 자체가 텔레비전, 따라서 TV 광고의 플랫폼이 되었다. TV 어트리뷰션은 텔레비전 광고가 소비자에게 미치는 영향을 측정하는 마케팅 개념이다.
주소 지정 가능한 텔레비전은 타겟 광고가 디지털 플랫폼에서 사용되는 곳으로, 두 사람이 같은 프로그램을 시청하더라도 다른 광고를 받게 된다.

### 디지털 텔레비전 녹화기와 광고 건너뛰기

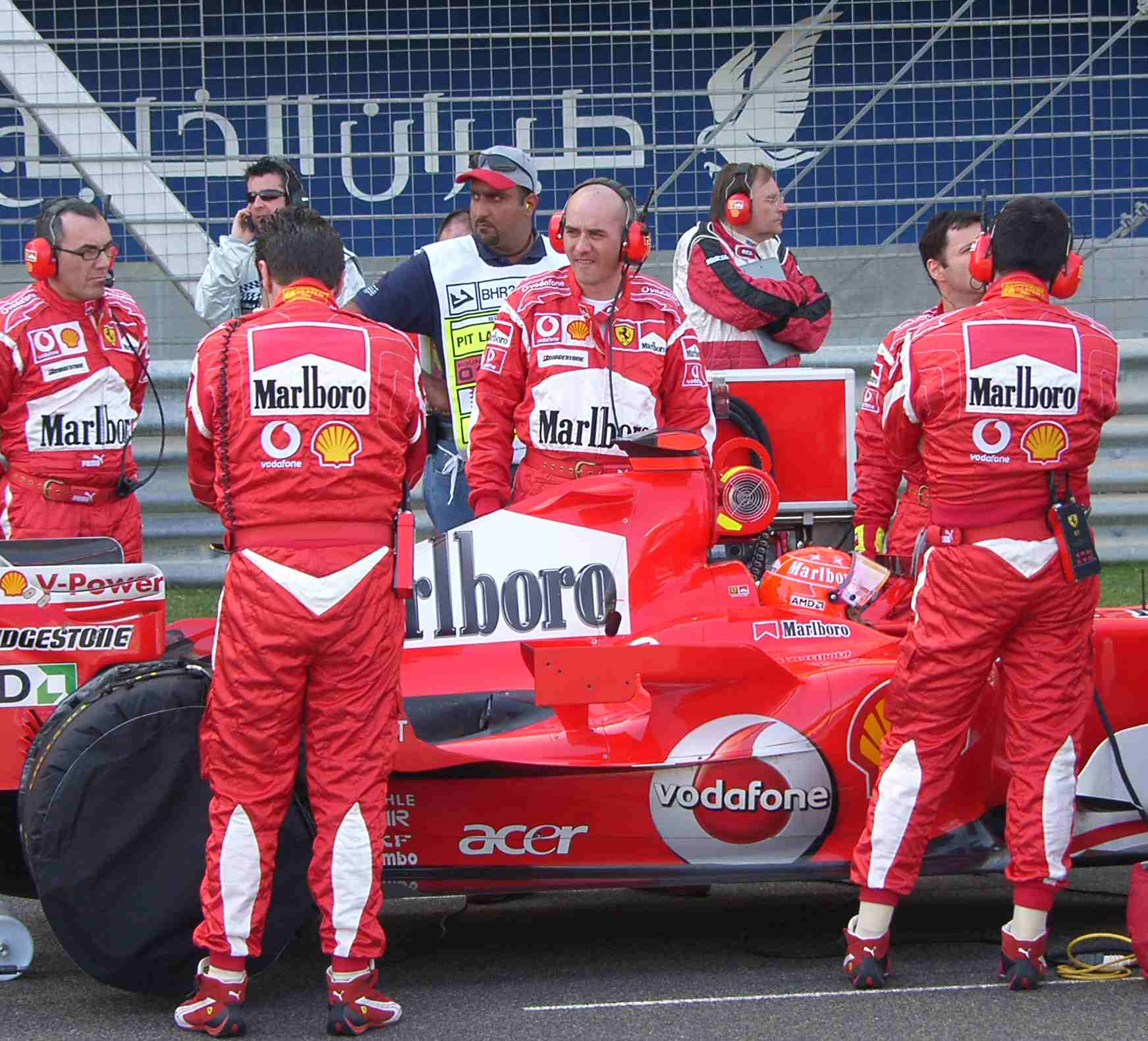
담배 광고는 인도네시아를 제외하고 여러 국가에서 금지되어 있지만, 20세기 후반과 2000년대 대부분 동안 자동차 경주와 같은 이벤트의 스폰서십에서 여전히 볼 수 있었다.

비디오 카세트 레코더(VCR)가 1980년대에 인기를 얻은 후, 텔레비전 산업은 사용자가 광고를 빨리 감기는 영향에 대해 연구하기 시작했다. 광고 대행사는 광고를 더욱 재미있게 만들어 이러한 추세에 맞섰다. 디지털 비디오 레코더(디지털 텔레비전 녹화기 또는 DTR이라고도 함)의 도입과 TiVo 및 Sky+, Dish Network, Astro MAX와 같은 서비스는 텔레비전 프로그램을 하드 드라이브에 녹화할 수 있게 하여 시청자가 녹화된 프로그램의 광고를 빨리 감거나 자동으로 건너뛸 수 있게 했다.
2008년 말 영국 가구의 22%가 DTR을 보유하고 있었다. 이 가구의 대부분은 Sky+를 가지고 있었고, 이 가정의 데이터(33,000개 이상의 SkyView 패널을 통해 수집됨)는 일단 가구가 DTR을 갖게 되면 텔레비전 시청 시간이 17% 증가한다는 것을 보여준다. 시청의 82%는 광고를 빨리 감지 않는 일반적인 선형 방송 TV 시청이다. 시간 이동 시청(즉, 실시간 방송으로 시청하지 않음)의 18%에서는 시청자들이 여전히 광고의 30%를 정상 속도로 시청한다. 전반적으로, DTR 소유로 인해 증가한 추가 시청은 시청자들이 DTR 설치 전보다 정상 속도로 광고를 2% 더 많이 시청하게 만든다.
SkyView의 증거는 Broadcasters' Audience Research Board(BARB)와 런던 비즈니스 스쿨의 실제 DTR 행동 연구에 의해 강화된다.

### 제품 간접 광고
다른 형태의 TV 광고로는 TV 쇼 자체 내의 제품 간접 광고가 있다. 예를 들어, 익스트림 메이크오버: 홈 에디션은 시어스, 켄모어, 그리고 Home Depot의 제품을 사용하여 광고하며, 몬스터 에너지 컵과 같은 일부 스포츠 이벤트는 스폰서의 이름을 따고, 경주용 자동차에는 광고가 자주 붙어 있다. 오늘날의 스포츠 광고는 디지털 발전을 사용하여 경계를 허물거나 혁신적인 방법을 시도하며, 전통적인 30초 TV 및 라디오 광고인 "스팟과 도트"에 점차 덜 의존한다. 또한 기업들은 스포츠 콘텐츠와 더 밀접하게 연관되어 가고 있으며, 특히 18세에서 34세 사이의 인기 있는 남녀로 주로 구성된 디지털 시청자와 연결될 때 더욱 그렇다. 북미의 여러 주요 스포츠 경기장들은 리글리 필드까지 거슬러 올라가는 상업 회사들의 이름을 따서 명명되었다. 스트리밍 온라인 비디오와 같은 새로운 매체를 통해 전달되는 텔레비전 프로그램은 텔레비전 광고에서 수익을 창출하는 전통적인 방법에 다양한 기회를 제공한다.

### 오버레이 광고
점점 더 많이 보여지는 또 다른 유형의 광고는 주로 같은 채널의 TV 프로그램을 광고하기 위한 것으로, TV 화면 하단에 그림의 일부를 가리는 광고 오버레이이다. "배너" 또는 "로고 버그"라고 불리는 이 광고는 미디어 회사에서 보조 이벤트(2E)라고 부른다. 이는 심각한 기상 경보와 매우 유사한 방식으로 이루어지지만, 이러한 광고는 더 자주 발생한다. 때로는 화면의 5%에서 10%만 차지하기도 하지만, 극단적인 경우 시청 영역의 최대 25%를 차지할 수도 있다. 프로그램 내용의 일부인 자막은 배너에 의해 완전히 가려질 수 있다. 일부는 소리를 내거나 화면을 가로질러 움직이기도 한다. 한 가지 예는 TV 쇼의 첫 방송 몇 달 전에 방송된 Three Moons Over Milford의 2E 광고이다. 화면 왼쪽 하단의 약 25%를 차지하는 비디오는 다른 텔레비전 프로그램 동안 혜성이 달에 충돌하여 폭발하는 장면을 보여주었다. 또 다른 예는 폴란드에서 새로운 쇼/새로운 시즌의 첫 방송에 사용된다. TVP는 한 단계 더 나아가 쇼가 첫 방송되는 채널뿐만 아니라 자매 채널에도 화면에 오버레이를 표시한다.

### 인터랙티브 광고
온라인 비디오 디렉토리는 떠오르는 형태의 인터랙티브 광고로, 주로 텔레비전을 위해 제작된 광고를 상기시키고 반응하는 데 도움을 준다. 이러한 디렉토리는 또한 응답 시트 및 클릭투콜과 같은 다른 부가가치 서비스를 제공할 잠재력이 있어 브랜드와의 상호 작용 범위를 넓힌다. 연구원들은 일부 소비자 유형과 특정 광고 유형의 경우 표준 선형 광고 형식이 인터랙티브 광고보다 실제로 우수하다는 것을 발견했다. 특히, 시스템의 (주로 시각적 또는 언어적) 특성과 고객 그룹의 요구(정보가 시각적 또는 언어적 방식으로 전달되는 것을 선호하는) 사이의 인지적 "일치"가 매우 중요하다는 것을 발견했다.

### 짧은 상업 광고 시간
2008-09 TV 시즌 동안 폭스는 "리모트-프리 TV"라고 불리는 새로운 전략을 실험했다. 프린지와 돌하우스 에피소드에는 약 10분 분량의 광고가 포함되었는데, 이는 다른 1시간짜리 프로그램보다 4~6분 적은 시간이었다. 폭스는 짧은 상업 광고 시간이 시청자의 참여도를 높이고 광고주의 브랜드 회상을 개선하며, 채널 서핑과 광고 빨리 감기를 줄인다고 밝혔다. 그러나 이 전략은 폭스가 기대했던 만큼 성공적이지 않았으며, 앞으로도 계속될지는 불분명하다.
2018년 5월, 폭스 네트웍스 그룹은 자사 채널이 주로 스포츠 이벤트 중에, 하지만 폭스 방송의 일부 프로그램에서도 1분짜리 광고 시간을 시도할 것이라고 밝혔다. 이러한 광고 시간의 광고는 더 비싸고, 더 적은 광고주가 그렇게 많은 비용을 지불할 의향이 있을 것이다. 또한 2018년, NBC는 여러 프로그램의 첫 블록 이후 1분짜리 광고 시간을 사용했다. 이 "프라임 파드"는 실시간 시청자를 유지하기 위한 것이며, 광고주는 NBC 스팟에 더 많은 비용을 지불한다.

### 어린이와 광고
어린이들은 다양한 방식으로 광고의 영향을 받을 수 있으며, 광고에 대한 반응은 나이, 배경 지식, 경험 수준 등 여러 요인에 따라 달라진다. 두 살 미만의 아이들은 텔레비전 프로그램과 광고를 구별할 수 없지만, 세 살에서 여섯 살 사이의 아이들은 구별할 수 있다. 7세에서 11세 사이의 아이들은 자신이 무엇인가를 팔고 있다는 것을 이해하고, 판매 전략을 식별하며, 판매가 부진한 물품을 기꺼이 구매할 수 있으므로, 자신이 무엇을 마케팅하고 있는지 이해하지 못할 수도 있다. 12세에서 13세 사이의 청소년은 일반적으로 자신이 무엇을 판매하는지 이해하고, 들은 내용에 따라 구매 여부를 결정할 수 있다. 그러나 그들은 교묘한 배치로 된 제품을 인식하거나 유명인이 제품을 홍보하기 위해 돈을 받고 있다는 것을 이해하지 못할 수도 있다. 14세 이상은 적절한 구매를 할 수 있는 필요한 판단 능력이 없을 수 있으며, 시장이 어떻게 작동하는지 이해하지 못할 수 있다.

## 스팟
스팟(spot)은 텔레비전 방송에서 프로그램 사이에 방송하는 짧은 광고나 소식을 가리키는 단어이다. 한국어에서 일본어식 영어 commercial film의 준말인 CF를 사용하기도 한다. 일반적으로 방송 시간이 2~3초에서 3분 사이인 방송 내용을 스팟이라고 하며, 그 이상일 경우 프로그램이라고 한다.

## 나라별 TV 광고

### 대한민국
1956년에 HLKZ-TV에서 개국하였으며, 럭키치약 광고를 시작하였다. KBS TV(현 KBS1)를 1961년 12월 31일에 개국했지만 2년만에 1963년 1월 1일부터 광고방송(상업광고방송)을 개시를 했다. 1964년 12월 7일에 동양텔레비전을 개국 및 광고방송(상업광고방송)을 실시를 했지만 1969년 4월 30일에 KBS TV(현 KBS1)만 마지막으로 광고방송(상업광고방송)을 송출한 후 1969년 5월 1일에 KBS TV(현 KBS1)는 광고방송(상업광고방송)을 폐지했고 아침 및 오전에 교육방송을 실시에 따른 동양텔레비전(현 KBS2)은 광고방송(상업광고방송)을 시간과 편성을 확대했다. KBS TV(현 KBS1)는 1969년 5월 1일부터 광고없이 교육방송 및 수신료(시청료)로 운영을 했고, 1969년 8월 8일 MBC TV 개국 이후 광고를 시작했는데 같은해 중앙텔레비전 광고방송(상업광고방송)을 전면 중단되었다. 1980년 11월 24일에 KBS 2TV를 추가로 시험방송을 실시를 했다. 언론통폐합으로 인해 1980년 12월 1일부터 KBS TV가 KBS 1TV로 바뀌었다. 1년만에 1981년 3월 6일에 KBS 1TV의 채널과 KBS 2TV의 채널만 광고방송(상업광고방송)을 실시 준비가 되었는데 1981년 3월 7일부터 KBS 1TV의 채널과 KBS 2TV의 채널만 광고방송(상업광고방송)을 개시 및 송출을 다시 시작하게 되었다. KBS 2TV의 채널은 광고시간을 블록광고에 평일 4블록 20분과 주말과 공휴일에 5블록 25분으로 정했다. 1982년 1월 25일에 KBS TV의 광고시간을 바꾸려고 광고가 잘 안팔리지 않아서 KBS 1TV의 채널은 150분에서 90분으로 줄였고, KBS 2TV의 채널은 185분에서 474분으로 늘려서 편성을 했다. 1984년에 KBS 1TV의 채널에서 오전부터 광고 7개를 방영했다. 1985년 5월 1일에 시청료거부운동을 했고, 술광고를 폐지하고 저녁 광고시간을 광고 1블록당 10묶음에 8개를 편성했고, 1986년 2월 9일에 광고 15개를 때려갔고,1986년 7월 1일에 평일 블록광고를 폐지했다. 1988년 9월 17일에 24회 서울올림픽개회식을 오전 10시부터 방송이 시작되었는데 KBS 1TV의 채널은 광고 24개를 때려갔고, KBS 2TV의 채널은 광고 37개를 때려갔다. MBC TV의 채널도 광고 1차 및 2차까지 실시를 했다.1988년 10월 2일에 KBS 1TV의 채널만 남자마라톤을 끝난 후 광고 19개와 서울올림픽폐막식 했을 때 광고 11개를 때려갔다. 1990년 3월 2일에 KBS 1TV의 채널에서 평일 오전에 블록광고를 폐지했고 주말과 공휴일에 오후 방송시간대에 스포츠프로그램 및 실황과 영화프로그램만 광고방송(상업광고방송)을 편성했고, KBS 2TV의 채널만 광고방송(상업광고방송)을 오전 및 오후에도 그대로 편성했다.1990년 12월 27일에 EBS TV(현 EBS 1TV)를 개국했다. EBS TV를 개국한 이후로 광고방송(상업광고방송)을 내보내지 못했지만 수신료로 운영을 했다. KBS 1TV의 채널에서 1994년 7월 11일에 광고 14개를 때려갔다. 1994년 9월 30일에 KBS 1TV의 채널만 마지막으로 광고방송(상업광고방송)을 송출하고 마쳤는데 KBS 2TV의 채널과 MBC TV 및 SBS TV까지 광고방송(상업광고방송)을 실시를 했다. 1994년 10월 1일부터 KBS 1TV의 채널에 한국전력공사가 한국방송공사와 통합을 하려고 수신료징수제도개선을 계기로 광고방송(상업광고방송)이 폐지에 따른 KBS 2TV의 채널과 MBC TV 및 SBS TV만 광고방송(상업광고방송) 시간 및 편성을 하게 되었다. 1996년 3월 3일에 EBS TV(현 EBS 1TV)도 광고방송(상업광고방송)을 송출하려고 했는데 실시를 하지 못했고 취소가 되었다. EBS 1TV의 채널에서 1997년 8월 18일에 광고방송(상업광고방송)을 내보내려고 했는데 30초짜리 광고시간과 3개월에서 1년으로 정했다. EBS 1TV도 KBS 2TV 및 MBC TV, SBS TV랑 같이 광고계약을 했다. 7년동안 수신료로 운영이 끝나고 EBS 1TV(현 EBS TV)도 광고방송(상업광고방송)을 재실시를 했다.

### 일본
1953년 8월 28일에 닛폰 TV 방송망에서 개국하였으며, 오후 7시에 시각을 알리는 "알림을 겸한 정공(精工)"의 세이코 시계 CM를 시작하였다. NHK의 제외되므로, 수많은 민영방송사들의 오늘날까지 이르고 있다.

### 미국
1941년 7월 1일에 뉴욕의 시계 제조사 부로바는 지역 방송국 WNBT에 9달러를 지불하고 부로바 이름이 들어간 시보를 브루클린 다저스와 필라델피아 필리스와의 야구 경기 전에 방영했다. 10초 정도의 이 스팟은 "미국은 부로바 시간으로 움직인다"(America runs on Bulova time)는 메시지를 전달하였다.이것은 세계 최초의 TV 광고였다.

### 영국
1955년 9월 22일에 ITV에서 개국하였으며, 깁스 SR 치약을 광고하였다.

## 특성
광고 대행사는 종종 창의적인 마케팅 캠페인에서 유머를 도구로 사용한다. 일부 심리학 연구는 유머의 효과와 광고 설득력을 높이는 것과의 관계를 입증하려고 시도했다.
애니메이션은 광고에 자주 사용된다. 그림은 손으로 그린 전통 애니메이션에서 컴퓨터 애니메이션까지 다양하다. 애니메이션 캐릭터를 사용함으로써 광고는 배우나 단순한 제품 전시로는 달성하기 어려운 특정 매력을 가질 수 있다. 애니메이션은 또한 광고가 시대에 뒤떨어지게 만들 수 있는 패션 변화로부터 광고를 보호한다. 이러한 이유로, 애니메이션 광고(또는 일련의 그러한 광고)는 여러 경우 수십 년 동안 오랫동안 지속될 수 있다. 주목할 만한 예는 켈로그 (기업) 시리얼 광고 시리즈로, 스냅, 크래클 앤 팝과 토니 더 타이거가 출연했다. 애니메이션은 종종 실사 배우와 결합된다. 애니메이션 광고는 지속적인 인기를 얻을 수 있다. ITV 또는 채널 4와 같은 영국에서 가장 기억에 남는 텔레비전 광고를 위한 인기 투표에서, 목록의 상위권에는 항상 고전 스매시 및 동물원 인터뷰 광고와 같은 애니메이션이 포함된다.
다른 장기 광고 캠페인들은 사람들을 놀라게 하거나 시청자를 속이는 방식으로 시선을 사로잡는데, 예를 들어 Energizer Bunny 광고 시리즈가 있다. 이 시리즈는 1980년대 후반에 간단한 비교 광고로 시작되었는데, 배터리로 작동하는 토끼들이 북을 치는 방에서 모두 느려지지만 에너자이저 배터리를 넣은 토끼만 계속 움직였다. 몇 년 후, 이 초기 광고의 개정판에서는 에너자이저 토끼가 무대를 벗어나 계속 움직였다(아나운서에 따르면 "계속 가고 또 가고..."). 이어서 다른 광고처럼 보이는 것이 나왔는데, 시청자들은 이어서 나오는 "광고"가 실제로는 다른 잘 알려진 광고의 패러디라는 사실을 모른 채 에너자이저 토끼가 갑자기 상황에 끼어들었고, 아나운서가 "아직도 계속 간다..."라고 말했다(에너자이저 배터리 회사가 자사 배터리가 다른 주요 배터리보다 오래 지속된다는 것을 강조하는 방식). 이 광고 캠페인은 거의 15년 동안 지속되었다. 에너자이저 토끼 시리즈는 쿠어스 라이트 맥주 광고, 영화, 그리고 가이코 보험의 현재 광고를 통해 다른 사람들에게도 모방되었다.

### 대중 음악의 사용
많은 텔레비전 광고는 광고 캠페인이 끝난 후에도 텔레비전 시청자들의 마음속에 오래 남을 수 있도록 인상적이고 기억에 남도록 디자인된 노래나 멜로디("징글") 또는 슬로건을 특징으로 한다. 이러한 광고 징글이나 캐치프레이즈 중 일부는 영화, 텔레비전 쇼, 잡지, 만화, 또는 문학에 등장하는 유머로 자체적인 생명을 얻을 수 있다. 이러한 오래 지속되는 광고 요소는 그들이 등장했던 인구 통계의 대중문화 역사에서 한자리를 차지했다고 할 수 있다. 예를 들어, 1950년대부터 1970년대까지 윈스턴 담배의 18년 동안의 광고 캠페인에서 나온 "Winston tastes good like a cigarette should"라는 지속적인 문구가 있다. 이 대화의 변형과 직접적인 언급은 광고 캠페인이 만료된 지 20년 후에도 나타났다. 또 다른 예는 "Where's the Beef?"로, 너무 인기를 얻어 1984년 대통령 선거에서 월터 먼데일에 의해 사용되었다. 또 다른 인기 있는 캐치프레이즈는 "I've fallen and I can't get up"으로, 처음 사용된 지 20년이 지난 지금도 가끔 나타난다. 일부 광고 대행사 임원들은 "손을 들어 Sure라고 말하세요", "I♥New York", "Midas 터치를 믿으세요"와 같은 여러 가지 지속적인 슬로건을 만들어냈다.
1970년대 이전에는 텔레비전 광고의 음악이 일반적으로 징글과 부수 음악으로 제한되었다. 때로는 인기곡의 가사가 특정 제품의 테마곡이나 징글을 만들기 위해 변경되기도 했다. 이러한 예는 최근 인기 있는 Gocompare.com 광고에서 찾을 수 있는데, 이 광고는 제1차 세계 대전 중 조지 M. 코언이 작곡한 1917년 곡으로 양대 세계 대전에서 미군 병사들 사이에서 인기를 얻었던 "Over There"를 사용한다. 1971년에는 반대로 코카콜라 광고를 위해 작곡된 곡이 뉴 시커스의 팝 싱글 "I'd Like to Teach the World to Sing (In Perfect Harmony)"로 다시 녹음되어 히트했다. 또한 작곡가 폴 윌리엄스는 크로커 은행 광고를 위해 곡을 작곡했으며, 그 곡을 늘려 카펜터스가 "We've Only Just Begun"으로 녹음했다. 일부 팝 및 록 음악은 광고에 사용하기 위해 커버 밴드에 의해 다시 녹음되었지만, 이 목적으로 원본 녹음을 허가하는 비용은 1980년대 후반까지 특정 국가(미국 포함)에서 여전히 엄청나게 비쌌다.
미국 텔레비전 광고에서 이전에 녹음된 인기곡의 사용은 1985년 버거킹이 아레사 프랭클린의 노래 "Freeway of Love"의 원본 녹음을 레스토랑 텔레비전 광고에 사용하면서 본격적으로 시작되었다. 이는 1987년 나이키가 비틀즈의 노래 "Revolution"의 원본 녹음을 운동화 광고에 사용했을 때도 마찬가지였다. 그 이후로 여러 고전 인기곡이 비슷한 방식으로 사용되었다. 노래는 판매되는 제품에 대한 특정 점을 구체적으로 설명하는 데 사용될 수 있지만(예: 밥 시거의 "Like a Rock"이 쉐보레 트럭에 사용됨), 더 자주 단순히 듣는 이들이 노래에 대해 가졌던 좋은 감정을 전시되는 제품과 연결하는 데 사용된다. 일부 경우 노래의 원래 의미는 광고 사용의 함의와 관련이 없거나 심지어 반대일 수 있다. 예를 들어, 헤로인 중독에 대한 노래인 이기 팝의 "Lust for Life"는 크루즈 선사인 로얄캐리비안 인터내셔널을 광고하는 데 사용되었다. 마이크로소프트가 롤링 스톤스의 "Start Me Up"을 사용하고 애플이 U2의 "Vertigo"를 사용하는 등, 이전에는 녹음이 이 목적으로 사용되는 것을 허용하지 않았던 주요 아티스트와의 음악 라이선스 계약은 그 자체로 홍보의 원천이 되었다.
초기에는 원곡 아티스트들이 자신들의 음악 출판권을 잃어버렸기 때문에 원곡 아티스트의 반대에도 불구하고 곡이 사용되는 경우가 많았는데, 비틀즈의 음악이 가장 잘 알려진 사례일 것이다. 최근에는 아티스트들이 광고에 자신들의 음악을 적극적으로 사용할 것을 요청하고 있으며, 광고에 사용된 후 곡들이 인기를 얻고 판매량이 증가하기도 했다. 유명한 사례는 리바이스 회사인데, 이 회사는 광고에 여러 한 방 히트곡을 사용했다(예: "Inside", "Spaceman", "Flat Beat"). 2010년, PRS for Music이 실시한 연구에 따르면 The Polyphonic Spree의 "Light & Day"가 영국 TV 광고에서 가장 많이 연주된 곡으로 나타났다.
때로는 특정 곡이 광고에 사용된 후 논란을 일으키기도 했다. 종종 문제는 사람들이 자신에게 중요한 가치를 홍보하는 곡을 광고에 사용하는 것을 좋아하지 않는다는 것이었다. 예를 들어, 슬라이 앤 더 패밀리 스톤의 반인종차별 곡인 "Everyday People"이 자동차 광고에 사용되어 일부 사람들을 분노하게 했다.
광고에 사용되는 일반적인 스코어는 주로 클라리넷, 색소폰 또는 다양한 현악기(예: 클래식 기타/전기 기타 및 바이올린)를 주요 악기로 사용한다.
1990년대 후반과 2000년대 초반에는 일렉트로니카 음악이 텔레비전 광고의 배경 음악으로 점차 많이 사용되었는데, 처음에는 자동차 광고에, 나중에는 컴퓨터 및 금융 서비스와 같은 다른 기술 및 비즈니스 제품에도 사용되었다. 텔레비전 광고는 새로운 아티스트들이 자신의 작품에 대한 대중의 관심을 얻을 수 있는 인기 있는 수단이 되었으며, 일부 광고는 시작 또는 끝 부분에 아티스트 및 곡 정보를 화면에 표시하기도 한다.

## 광고 논란
몇몇 광고는 논란의 여지가 있어 텔레비전 방영 직후 금지되었다. 2005년, 악명 높은 모탈 컴뱃: 샤오린 몽크의 "Blood on the Carpet" 광고는 묘사된 훼손으로 인해 철회되었다. Game Boy Advance Micro 광고는 실험실 쥐가 휴대용 시스템에 "올라타서" 성인용품으로 사용하는 장면을 보여주어 철회되었다. 미스터 T (배우)가 여성 스피드 워커에게 스니커즈를 쏘는 스니커즈 (과자) 광고는 동성애 혐오적이라는 이유로 빠르게 철회되었다. 헐크 호건을 풍자한 코코아 페블즈 광고는 호건이 자신의 이미지를 표절했다며 포스트를 상대로 소송을 제기한 후 삭제되었다. 2020년, 작은 체구의 여성(테일러 스위프트)이 사탄(라이언 레이놀즈)과 데이트하는 Match.com 광고는 종교적으로 민감하다고 판단되어 한 번만 방영된 후 철회되었다. 일부 광고는 대중에게 공개되는 것이 거부되었는데, 예를 들어 선정적인 AGFA 수중 카메라 광고는 한 번도 텔레비전에 방영되지 않았다. 2012년, 버거킹 광고에 출연한 래퍼 메리 J. 블라이즈는 인터넷에 미리 공개된 후 아프리카계 미국인 평론가들로부터 비판을 받았다. 그러나 이 광고는 텔레비전 방영 전에 폐기되었다.
논란의 여지가 있는 광고들은 광고 제품의 수명 동안 변경되는 것으로 관찰되었다.
닥터페퍼 텐의 슬로건인 "여성을 위한 것이 아니다(It’s not for women)"는 너무 성 차별적이라는 비판을 받아 이후 광고에서는 사용되지 않았다.
코텍스의 슬로건 "코텍스는 딱 맞다. 끝(Kotex fits. Period.)" (나중 광고에는 CG 의인화된 "레드 도트"가 등장했다)은 슬로건의 "period"라는 용어가 문장 부호와 월경을 모두 의미하는데, 어린이들 앞에서 홍보되어 언어적 학대로 받아들여지고 제품 판매에 손해를 입혔기 때문에 2005년부터 이후 광고에서 중단되었다. Underoos와 같은 아동용 속옷 광고에 옷을 입은 어린이 모델이 등장하는 것은 아동 성 착취에 대한 우려로 부모들로부터 비판을 받아왔고, 그 결과 이러한 패션 광고에는 더 이상 어린이가 사용되지 않게 되었다. 이는 아동용 기저귀 광고에도 해당된다. 맥 투나잇 마스코트는 1989년 보비 대린의 아들 도드 미첼 대린이 보비 대린의 초상권을 침해했다며 소송을 제기하면서 "Mack the Knife"라는 테마곡으로 인해 맥도날드 광고에서 은퇴하기 전까지 최소한으로만 등장했다. 그 결과, 맥도날드의 오랜 마스코트인 로널드 맥도날드는 2016년 53년 만에 광고에서 은퇴했는데, 이는 광대 공포 때문이기도 하지만, 5년 전 550명의 의사들이 로널드가 광고에서 은퇴해야 한다고 제안했기 때문이기도 하다. 그들은 "아이들을 패스트푸드로 유인하는 광대 마스코트는 비윤리적이다"라고 주장했다.

## 같이 보기
- 중간광고
- 간접광고
- 공격 광고
- 직접 반응 텔레비전
- FAST 마케팅
- 징글
- 프로모 (미디어)
- 판촉
- 텔레비전 소비
- ZADZADZ

## 추가 자료
- Measuring the Long-Term Effects Of Television Advertising 보관됨 2021-03-08 - 웨이백 머신
- The Effectiveness and Targeting of Television Advertising
- Brand recognition in television advertising: The influence of brand presence and brand introduction